# Women Are Like That
Women Are Like That è un film del 1938 diretto da Stanley Logan.
È un film drammatico statunitense con Kay Francis, Pat O'Brien e Ralph Forbes. È basato sul racconto breve del 1936 Return from Limbo di Albert Z. Carr.

## Produzione
Il film, diretto da Stanley Logan su una sceneggiatura di Horace Jackson e un soggetto di Albert Z. Carr, fu prodotto da Robert Lord per la Warner Bros. e girato nei Warner Brothers Burbank Studios a Burbank, California, dal 29 agosto 1937. I titoli di lavorazione furono  This Woman Is Dangerous e  Return from Limbo.

## Distribuzione
Il film fu distribuito negli Stati Uniti dal 23 aprile 1938 al cinema dalla Warner Bros.
Altre distribuzioni:
- negli Stati Uniti il 23 aprile 1938
- in Brasile (Assim São as Mulheres)

## Promozione
La tagline è: A Star-Match Nobody Dreamed of in a Picture Everyone Loves!.